# Deadpool (film)
A Deadpool 2016-ban bemutatott amerikai szuperhősfilm, amely a Marvel Comics képregények azonos nevű szereplőjén alapul. Ez a nyolcadik X-Men-film, a sorozathoz azonban csak lazán kapcsolódik a története, azok egyfajta paródiájának tekinthető. A film rendezője Tim Miller, a forgatókönyvet Rhett Reese és Paul Wernick írta. A főbb szerepekben Ryan Reynolds, Morena Baccarin, Ed Skrein, T. J. Miller, Gina Carano, Brianna Hildebrand, Stefan Kapičić, és Leslie Uggams. A forgatás 2015. március 23-án kezdődött és 2015. május 29-én fejeződött be Vancouverben (Kanada). Az utólagos felvételek ugyanezen év novemberében készültek.
Észak-Amerikában 2016. február 12-én, Magyarországon 2016. február 11-én mutatták be.
A történet szerint egy rosszul sikerült műtét után Wade Wilson különleges és új képességre tesz szert (a sérülésekből hihetetlenül gyorsan felgyógyul), azonban arcát ugyanakkor elcsúfítják, ezért arra szánja el magát, hogy levadássza a személyt, aki ezt tette vele.

## Cselekménye
A film egy Dopinder nevű taxisofőrrel indít, aki egy Wade Wilson nevű exkommandóst visz el, aki már zsoldosnak állt és Deadpool néven dolgozik. Dopinder egy hídhoz viszi Deadpoolt, kettejük beszélgetéséből kiderül, hogy utóbbi egy Ajax nevű férfit üldöz (valódi neve Francis), aki tönkretette az arcát és ezért bosszút akar állni rajta. Deadpool a hídról leugorva rajtaüt Ajax csapatán, közben többször is kiszól a közönséghez és elmeséli, miképp jutott idáig.
Wade Wilson zsoldosként tengeti életét, általában pitiáner ügyeket intézve, estéit pedig a barátja, Cserkész  kocsmájában tölti, amit bérgyilkosoknak üzemeltet. Itt ismerkedik meg Vanessával, a prostituálttal, akivel jobban is megismerik egymást, így végül összejönnek. A hosszas együttlétet azonban megszakítja az, hogy Wade-nél súlyos rákot diagnosztizálnak, amire több módszert is ki akarnak próbálni, eredménytelenül. Ekkor felbukkan egy Toborzó nevezetű ember, aki Wade-hez hasonló beteg embereket keres fel, gyógyulást ígérve nekik, valamint azt, hogy különleges képességekkel ruházzák fel őket. Wade először habozik, de végül elhagyja Vanessa házát és jelentkezik a programba. Wade-et a szintén ebben a programban kezelt Ajax veszi kezelésbe, aki gyors reflexeket kapott, valamint elhaltak az idegvégei, így nem érez fájdalmat. Ő és társa, a gigantikus erővel megáldott Angel - aki gyufaszálakat rágcsál - különböző kínzásokat hajt végre Wade-en, hogy ezzel előhozzák a génjeiből a mutáns képességeit, ami a gyógyulását is eredményezi. Ez végül egy inkubátorban sikerül is, ahol Wade sejtjei elsajátítják a regeneráció képességét, viszont a bőre eltorzul. Ajax elárulja, hogy rendbe tudná ezt hozni, de nem akarja, valamint hogy valójában a programot azért csinálják, hogy végül az így létrejött mutánsokat eladják katonának. Wade sikeresen megszerzi Angel egyik gyufáját és berobbantja az inkubátort, majd összecsap Francis-szel, aki egy vasrúddal a felgyulladó épület padlójához szögezi.
Mindenki azt hiszi, hogy Wade meghalt az épületben, de a regenerálódásának hála, túlélte. Arcának eltorzulása miatt nem mer visszatérni Vanessához, ezért egy vak Al nevű nőnél száll meg, miközben Cserkész tanácsára álcában kezd vadászni Francisra, hogy továbbra is halottnak higgyék. A kocsma zsoldosainak élet-halál harca után elnevezi magát Deadpoolnak, majd a vadászat előrehaladtával szép lassan teljesen elkészíti piros jelmezét. Egy idő után sikerül eljutnia a Toborzóhoz, akiből kiszedi Francis helyzetét, majd Dopindert leintve utána ered - így jut el a film kezdetéhez.
Miután Deadpool végez Francis embereivel, magát a férfit és elkapja. Épp ellátná a baját, amikor megérkezik az X-Men-től Kolosszus és tanonca, Negaszónikus Tini Torpedó, akik nem nézik jó szemmel Wade ámokfutását. Beszélgetésük ideje alatt Francis elszökik, Deadpoolt pedig Kolosszus magához bilincseli, hogy elvigye az X-Menek főhadiszállására, ám az levágja lebilincselt kezét, és egy szemétszállítóba ugorva megszökik.
Francis már tudja, hogy Wade életben van, és Cserkész kocsmájában arra is rájön, hogy mi Wade igazi gyenge pontja: Vanessa. Cserkész figyelmezteti barátját, aki elmegy Vanessa munkahelyére, hogy végre beszéljen vele, ám Franciséknek sikerül elkapniuk őt. Miután az összecsapásuk helyét Francis SMS-ben elküldi neki, Deadpool összeszed minden létező fegyvert, amit talál, majd az X-Birtokon Kolosszus és Torpedó segítségét kéri. A hármast Dopinder fuvarozza el az összecsapás helyszínéhez, egy roncstelephez - ám a fegyvereket a kocsiban felejtik, ezért Deadpool csak a katanáira számíthat.
Mialatt Kolosszus a még nála is erősebb Angellel harcol Torpedóval, Deadpool megöli Francis minden emberét - kivéve régi ismerősét, Bobot -, majd Francis után ered. A roncs tetején látja, hogy Francis egy inkubátorban - amiben őt is kezelték - próbálja megöletni Vanessát, ám harc közben az egyik katanájával betöri az üveg egy részét. Az Angellel folytatott harc során Torpedó erejét felhasználva berobbantja a roncs alját, ami miatt a tetején lévők zuhanni kezdenek, ám mind életben maradnak, amit Vanessa éppen az inkubátornak köszönhet. A földre érve Deadpool legyőzi Francist, mire az bevallja, hogy sose tudta volna helyrehozni az arcát, ezzel is csak heccelte őt. Kolosszus elmondja Deadpoolnak, hogy azzal válhat igazi hőssé, ha most életben hagyja a férfit, ám ő egyáltalán nem vágyik a hőslétre és kinyírja a fickót. Ezután Kolosszus és Torpedó Angellel távoznak, mialatt Vanessa leveszi Deadpool piros maszkját - és az alatta lapuló Hugh Jackman maszkot is - és elmondja, hogy neki nem számít Wade kinézete. Ezután megcsókolják egymást.
A stáblista utáni jelenetben Deadpool a Meglógtam a Ferrarival stáblista utáni jelenetét adja elő változtatásokkal, vagyis azt üzeni a nézőknek: "Ennyi, vége. Menjetek haza." Ám ezután mégis visszajön, hogy beszéljen egy picit az érkező Deadpool 2-ről és az abba érkező időutazó mutánsról, Kábelről. Elmondása alapján még nem találták meg az ideális színészt, de sok esélyest lát a szerepre: köztük van Dolph Lundgren és Keira Knightley is (persze mindez csak tréfa).

## Szereplők
| Szerep                    | Színész            | Magyar hang         | Leírás |
| ------------------------- | ------------------ | ------------------- | --- |
| Wade Wilson / Deadpool    | Ryan Reynolds      | Nagy Ervin          | Okoskodó mutáns zsoldos, gyorsított gyógyulással, de súlyos hegekkel a testén, miután egy kísérleti rákkezelésnek vetette alá magát.                         |
| Vanessa Carlysle          | Morena Baccarin    | Ónodi Eszter        | Prosti és Wilson menyasszonya. |
| Francis Freeman / Ajax    | Ed Skrein          | Fenyő Iván          | A Deadpoolt létrehozó program mesterségesen mutálódott vezetője. Immunis a fájdalomra, valamint fokozott erővel és reflexekkel rendelkezik.                  |
| Cserkész                  | T. J. Miller       | Mészáros Máté       | Wilson legjobb barátja. |
| Angyalpor                 | Gina Carano        | Trokán Nóra         | A Deadpoolt létrehozó program mesterségesen mutálódott tagja. Adrenalinját üzemanyagként használja, hogy erejét és tartósságát emberfeletti szintre növelje. |
| Negaszonikus Tini Torpedó | Brianna Hildebrand | Törőcsik Franciska  | Tinédzser X-Men gyakornok, aki atomrobbanásokat tud generálni a testéből.                                                                                    |
| Kolosszus                 | Stefan Kapičić     | Törköly Levente     | X-Men, aki képes az egész testét szerves acéllá alakítani.                                                                                                   |
| Vak Al                    | Leslie Uggams      | Tóth Judit          | Idős vak nő és Deadpool szobatársa. |
| Dopinder                  | Karan Soni         | Joó Gábor           | Taxisofőr, aki összebarátkozik Deadpool-lal. |
| Toborzó                   | Jed Rees           | Kálloy Molnár Péter | Ajax toborzója. |
| DJ                        | Stan Lee           | Dézsy Szabó Gábor   | DJ egy sztriptíz bárban. |

## Fogadtatás
A film általánosságban pozitív értékeléseket kapott a kritikusoktól. A Metacritic oldalán a film értékelése 2016 februárjában 65% volt, ami 47 véleményen alapult. A Rotten Tomatoeson ugyanekkor 84%-os minősítést kapott, 189 értékelés alapján.

## Fordítás
- Ez a szócikk részben vagy egészben  a   Deadpool_(film) című angol Wikipédia-szócikk fordításán alapul.  Az eredeti cikk szerkesztőit annak laptörténete sorolja fel. Ez a jelzés csupán a megfogalmazás eredetét és a szerzői jogokat jelzi, nem szolgál a cikkben szereplő információk forrásmegjelöléseként.